# 群馬県立点字図書館
群馬県立点字図書館（ぐんまけんりつとてんじしょかん）は、群馬県前橋市新前橋町にある県立の公共図書館。略称「群点」（ぐんてん）。

## 概要
1971年（昭和46年）に「声の図書室」として発足。1973年（昭和48年）に「群馬県立点字図書館」となる。視覚障害者のために点字図書・録音図書の製作・貸出などを行っている。

## サービス

### 利用時間
- 平日（月曜日から金曜日まで）午前9時から午後5時まで

### 休館日
- 土曜日
- 日曜日
- 祝日
- 年末年始
- 図書整理日

## 沿革
- 1971年（昭和46年）5月 - 群馬県身体障害者福祉センター内に「声の図書室」が発足。
- 1973年（昭和48年）9月 - 群馬県立福祉会館1階に「群馬県立点字図書館」が設置され、社会福祉法人群馬県社会福祉事業団に管理運営が委託される。
- 1993年（平成5年）6月 - パソコン点訳を導入。
- 1998年（平成10年）1月 - 群馬県社会福祉総合センター3階（現在地）に移転。
- 1999年（平成11年）4月 - デジタル音声編集システムを導入。デイジー録音図書（CD）の貸出を開始。
- 2002年（平成14年）7月 - 「ないーぶネット」と共に図書管理システム（N-Link）を導入し、バーコードによる貸出管理を開始。
- 2006年（平成18年）4月 - 社会福祉法人群馬県福祉事業団と社団法人群馬県視覚障害者福祉協会が指定管理者となる。

## 交通
最寄りの鉄道駅
- JR東日本 上越線「新前橋駅」から徒歩5分

最寄りのバス停
- 群馬中央バス 「滝川橋」バス停から徒歩1分

## 関連事項
- 群馬県の図書館一覧
- 群馬県立図書館
- 日本点字図書館
- 点字図書館
- 視覚障害者
- 点字
- 録音図書
- 点字図書